# Guatteria microsperma
Guatteria microsperma é uma espécie do gênero Guatteria.  

## Taxonomia
A espécie foi descrita em 1957 por Klas Robert Elias Fries. 